# Adaja
De Adaja is een rivier in Spanje in de Spaanse autonome regio Castilië en León met een lengte van 163 km. De rivier ontspringt in de buurt van de stad Ávila, tussen la Serrota en de Sierra de Ávila, en mondt iets ten oosten van Tordesillas uit in de rivier de Douro.

## Zijstromen
Bij veel smeltwater of hevige regenval krijgt de Rio Adaja een flink aantal zijriviertjes, waarvan de meesten in de zomer en herfst droog staan. De grootste twee zijn de Rio Arevalillo en de Rio Eresma.
- Biblioteca Nacional de España: XX6127740
- Bibliothèque nationale de France: cb17150535c (data)
- Virtual International Authority File: 1150746991416302806